# 1959 год в музыке

## События
- Джими Хендрикс покупает свою первую электрогитару
- Берри Горди и Смоки Робинсон создают первый афроамериканский лейбл — Motown Records
- 3 февраля — День, когда умерла музыка

### Награды
- «Грэмми» за альбом года — Фрэнк Синатра за «Come Dance with Me!»
- «Грэмми» за запись года — Бобби Дарин за «Mack the Knife»

## Выпущенные альбомы
- A Winter Romance (Дин Мартин)
- What'd I Say (Рей Чарльз)
- The Genius of Ray Charles (Рей Чарльз)
- Get Happy! (Элла Фицджеральд)
- Ella Fitzgerald Sings Sweet Songs for Swingers (Элла Фицджеральд)
- Ella Fitzgerald Sings the George and Ira Gershwin Songbook (Элла Фицджеральд)
- Come Dance with Me (Фрэнк Синатра)
- No One Cares (Фрэнк Синатра)
- For LP Fans Only (Элвис Пресли)
- A Date with Elvis (Элвис Пресли)
- 50,000,000 Elvis Fans Can’t Be Wrong (Элвис Пресли)
- Chuck Berry is on Top (Чак Берри)
- That’s All Бобби Дарин

## Лучшие песни года(ритм-энд-блюз, рок-н-ролл)
- «What’d I Say» (Рэй Чарльз)
- «Shout» (The Isley Brothers)
- «I Only Have Eyes for You» (The Flamingoes)
- «There Goes My Baby» (The Drifters)
- «Mack the Knife» (Бобби Дарин)

## Продажи
- Самый продаваемый сингл в США (Billboard Hot 100) — «The Battle of New Orleans» (Джонни Хортон)
- Самый продаваемый сингл в Великобритании — «Livin' Doll» (Клифф Ричард)
- Самый продаваемая пластинка в СССР — «Ландыши» (Гелена Великанова)

## Родились

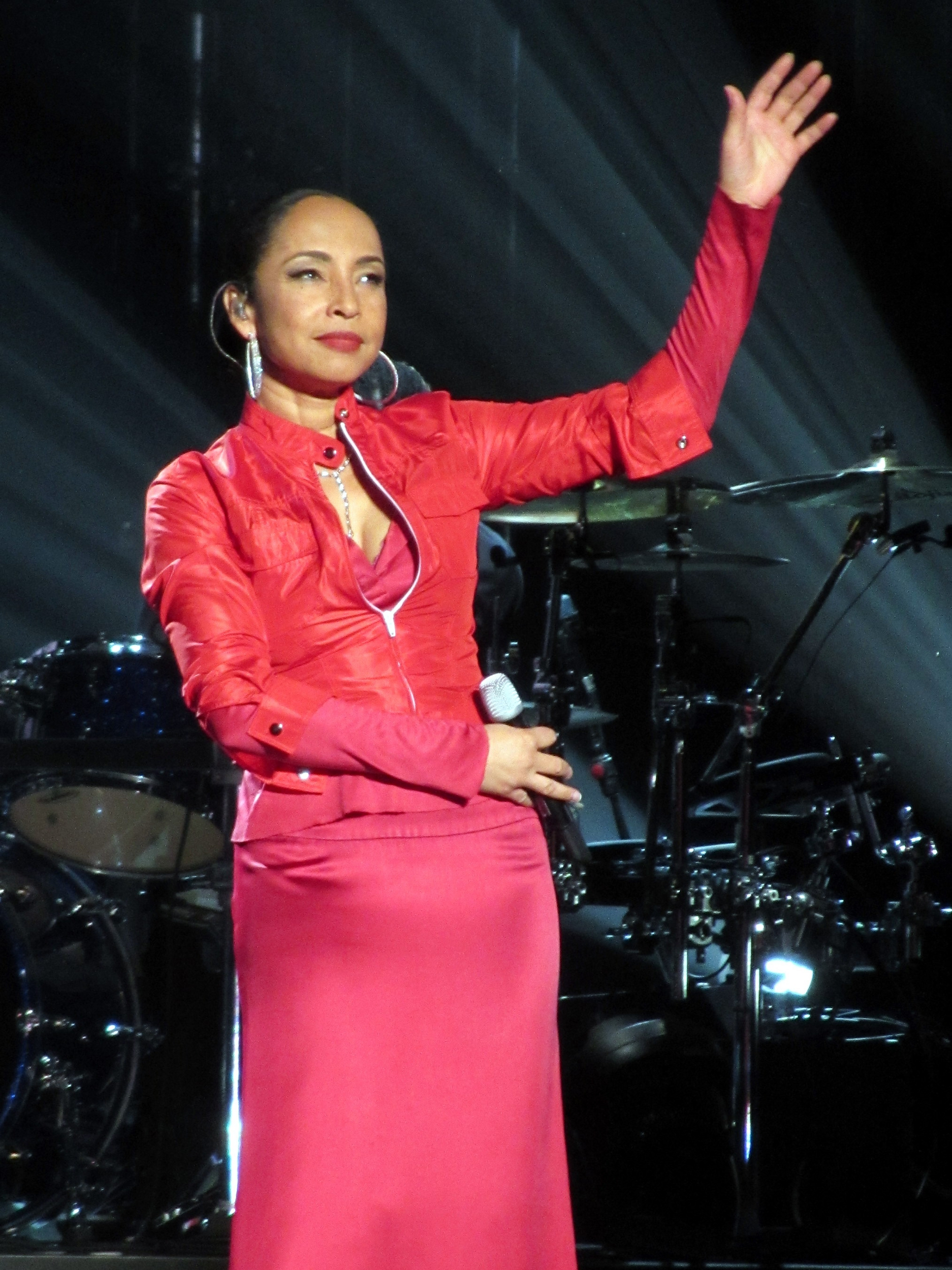
Шаде Аду

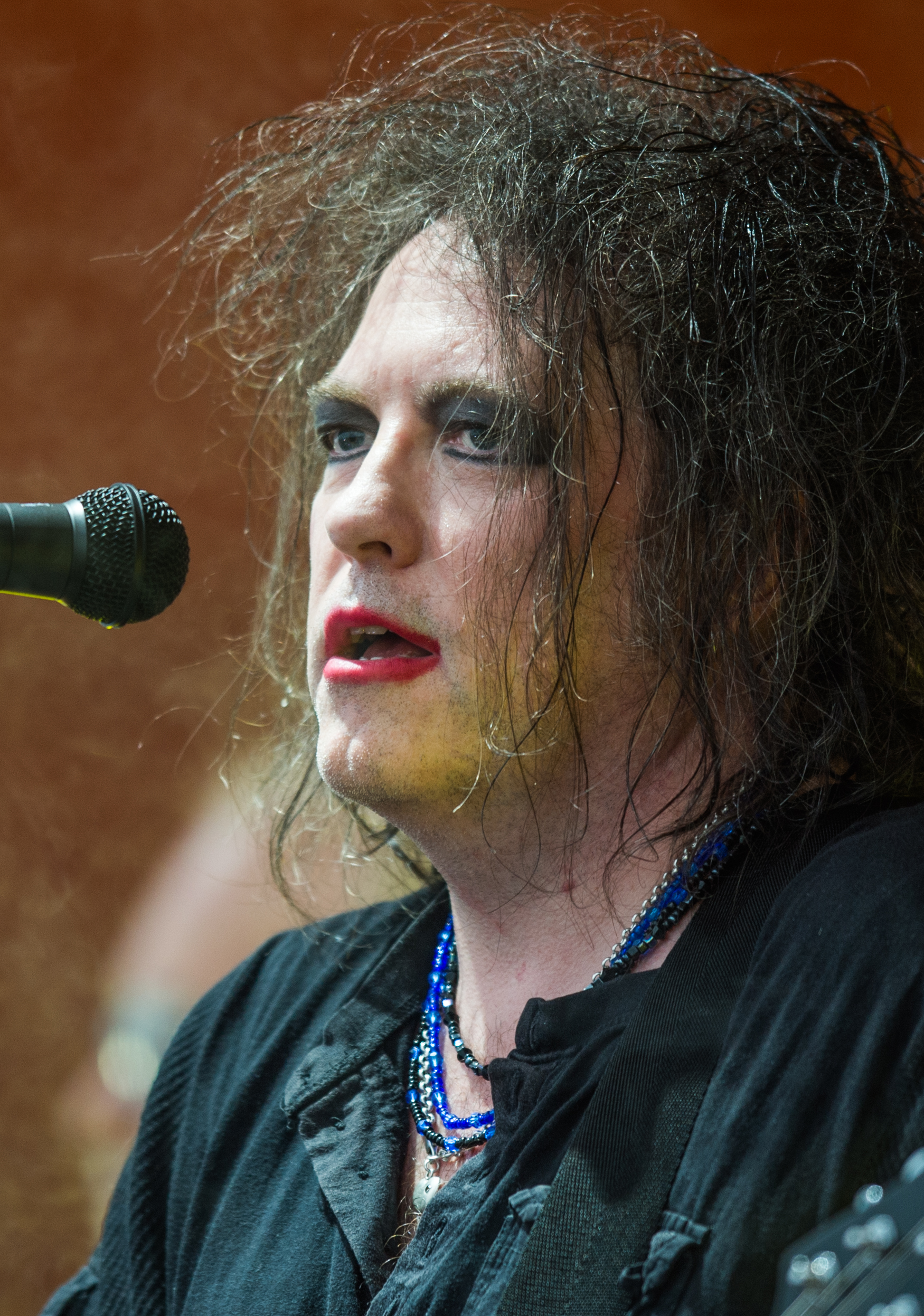
Роберт Смит

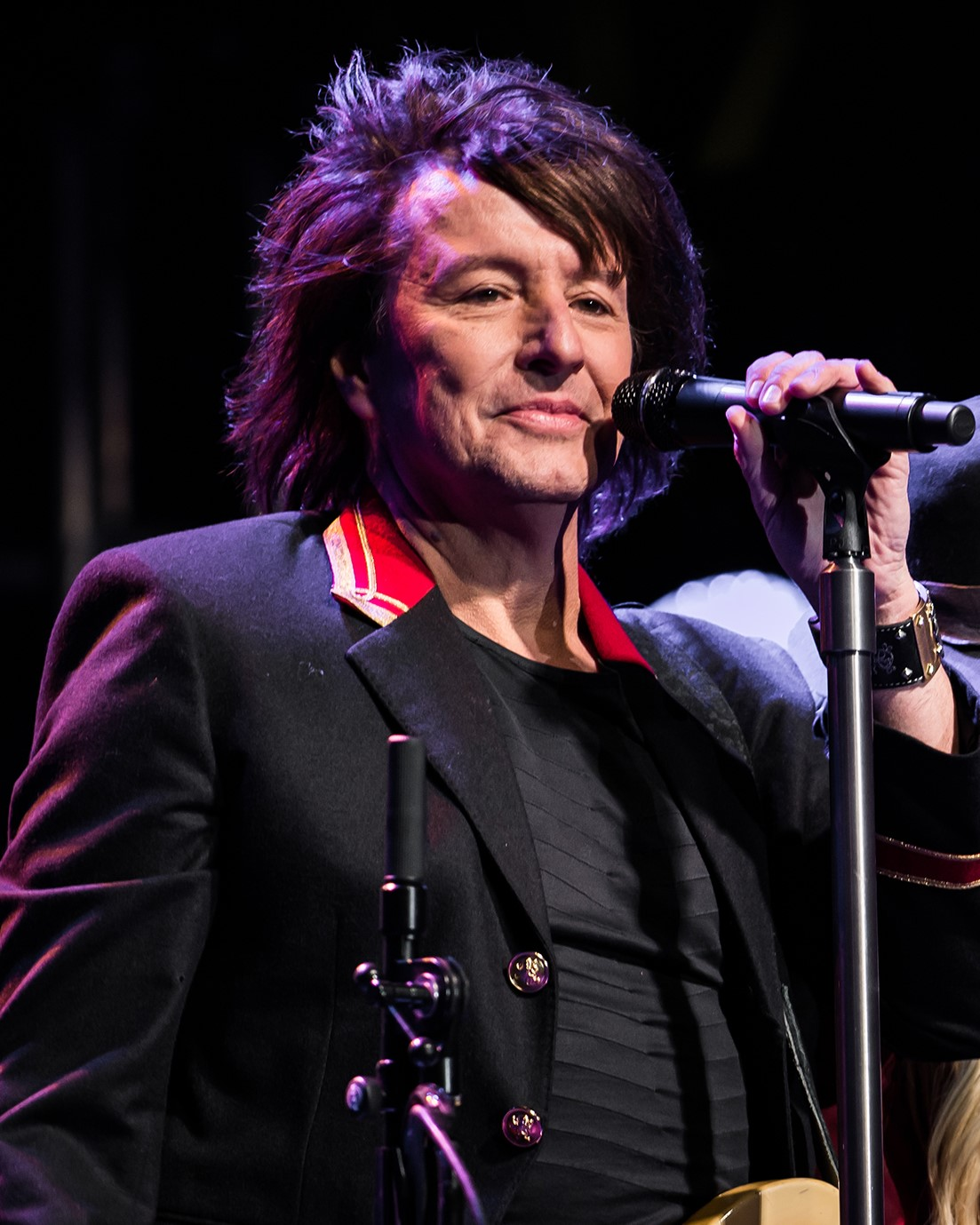
Ричи Самбора

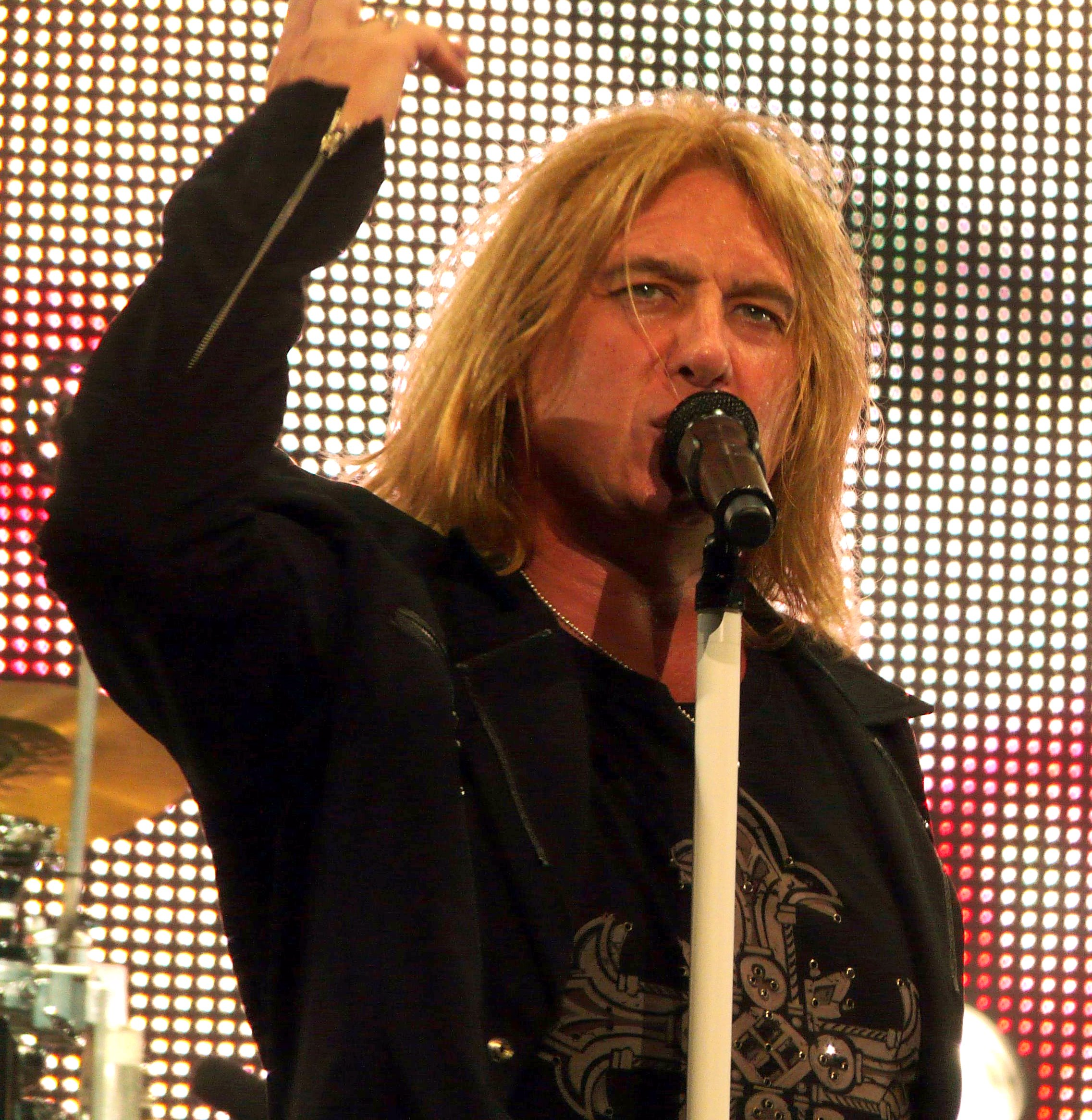
Джо Эллиотт

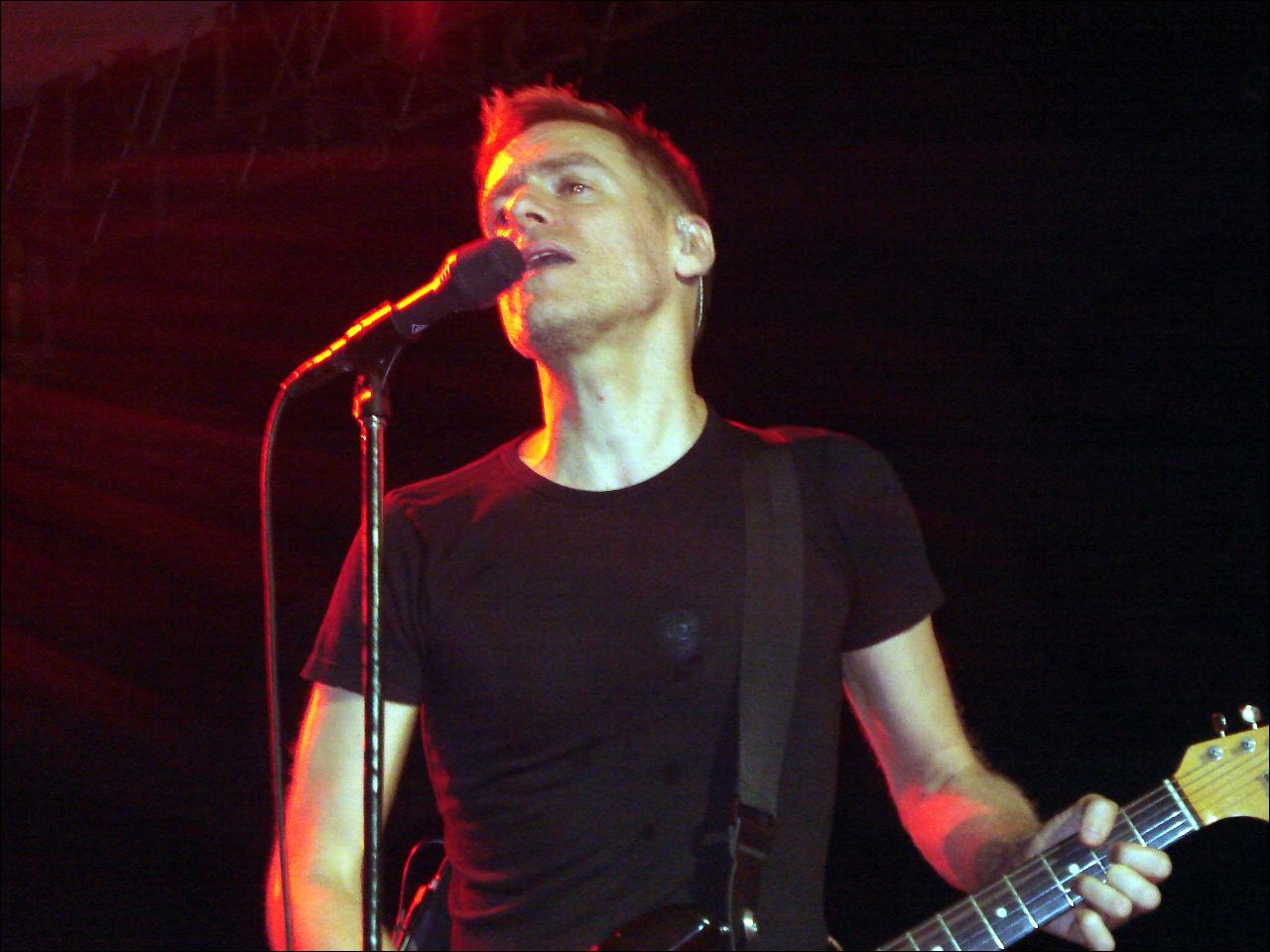
Брайан Адамс

### Январь
- 4 января — Вэнити (ум. 2016) — канадская певица, актриса и модель
- 6 января — Аднан Абу Хассан[малайск.] (ум. 2016) — малайзийский композитор и музыкант
- 7 января — Кэти Валентайн[англ.] — американский музыкант и автор песен, бас-гитаристка группы The Go-Go’s
- 12 января — Бликса Баргельд — немецкий музыкант, певец, поэт и актёр, лидер, основатель и автор текстов группы Einstürzende Neubauten, гитарист группы Nick Cave and the Bad Seeds
- 16 января — Шаде Аду — британская певица, автор песен, аранжировщица и продюсер нигерийского происхождения, лидер и вокалистка группы Sade
- 21 января — Владимир Богачёв — советский и российский оперный певец (тенор)
- 28 января — Андрей Микита — советский и российский композитор, пианист и музыкальный педагог

### Февраль
- 3 февраля — Лол Толхёрст — британский музыкант, клавишник и барабанщик группы The Cure
- 12 февраля — Валентина Лисовская (ум. 2023) — советская и российская балерина, балетмейстер, хореограф и балетный педагог
- 24 февраля
  - Мирослав Яцек Блащик[пол.] — польский дирижёр
  - Клайв Миттен[англ.] — британский музыкант, басист, гитарист и клавишник группы Twelfth Night[англ.]
- 25 февраля — Жан-Франсуа Антониоли — швейцарский пианист и дирижёр

### Март
- 1 марта — Жалгас Кенесов (ум. 2020) — советский и казахстанский композитор
- 14 марта — Патрик Дюпон (ум. 2021) — французский танцовщик, киноактёр и педагог
- 16 марта — Flavor Flav — американский рэпер, участник группы Public Enemy
- 18 марта — Айрин Кара (ум. 2022) — американская актриса и певица
- 25 марта — Владимир Бегунов — российский гитарист и автор песен, сооснователь и участник группы «Чайф»
- 28 марта — Гинтаутас Абарюс (ум. 2010) — литовский джазовый пианист и композитор

### Апрель
- 1 апреля — Маргита Стефанович (ум. 2002) — югославская и сербская пианистка, клавишница группы «Екатарина Велика»
- 7 апреля — Сергей Черняков (ум. 2018) — советский и российский рок-барабанщик
- 11 апреля
  - Александр Беренсон — советский и российский трубач, флюгельгорнист и композитор
  - Сайидрахман Матиев (ум. 2019) — советский и киргизский дирижёр и музыкальный педагог
- 21 апреля — Роберт Смит — британский гитарист, вокалист и автор песен, лидер группы The Cure
- 27 апреля — Юрий Аксюта — российский музыкальный менеджер, телепродюсер, режиссёр и диктор
- 29 апреля
  - Крэйг Армстронг — британский композитор
  - Дмитрий Бикчентаев — российский композитор и автор-исполнитель

### Май
- 14 мая — Патрик Брюэль — французский певец и актёр
- 25 мая — Свен Гундлах (ум. 2020) — советский и российский художник, поэт и музыкант, один из основателей арт-группы «Мухоморы»
- 26 мая — Борис Базуров (ум. 2022) — советский и российский композитор, музыкант, дирижёр и музыкальный педагог
- 28 мая — Стив Стрейндж (ум. 2015) — британский певец и музыкант, фронтмен группы Visage

### Июнь
- 1 июня — Алан Уайлдер — британский музыкант, аранжировщик и продюсер, клавишник группы Depeche Mode
- 6 июня — Джимми Джем — американский продюсер и автор песен
- 10 июня — Аркадий Застырец (ум. 2019) — советский и российский поэт, литературный переводчик, журналист и драматург, автор текстов песен

### Июль
- 9 июля — Михаил Шестаков (ум. 2020) — советский и российский скрипач и концертмейстер
- 11 июля — Ричи Самбора — американский музыкант и автор песен, гитарист группы Bon Jovi

### Август
- 1 августа — Джо Эллиотт — британский певец, музыкант и автор песен, вокалист группы Def Leppard
- 5 августа
  - Пит Бёрнс (ум. 2016) — британский певец и композитор, вокалист группы Dead or Alive
  - Пэт Смир — американский музыкант, гитарист групп The Germs, Nirvana и Foo Fighters
- 9 августа — Кёртис Блоу — американский рэпер и продюсер
- 15 августа — Адиль Бестыбаев — казахский композитор
- 17 августа — Михаил Луконин (ум. 2019) — советский и российский эстрадный и оперный певец (баритон) и композитор
- 25 августа — Люк Бревайс[фр.] (ум. 2015) — бельгийский пианист, дирижёр и композитор

### Сентябрь
- 20 сентября — Джозеф Алесси — американский тромбонист и педагог
- 30 сентября — Александр Храбунов (ум. 2021) — советский и российский музыкант, гитарист группы «Зоопарк»

### Октябрь
- 9 октября — Валентин Аввакумов — российский тубист и музыкальный педагог
- 14 октября — Эй Джей Перо (ум. 2015) — американский музыкант, барабанщик групп Twisted Sister и Adrenaline Mob
- 25 октября — Кристина Ампфлетт (ум. 2013) — австралийская певица и актриса, вокалистка группы Divinyls

### Ноябрь
- 5 ноября — Брайан Адамс — канадский гитарист, певец и автор песен
- 18 ноября — Синди Блэкман — американская джазовая и рок-барабанщица

### Декабрь
- 8 декабря — Барбара Буххольц (ум. 2012) — немецкая исполнительница на терменвоксе, бас-гитаристка и композитор
- 10 декабря — Вольф Хоффманн — немецкий музыкант и композитор, гитарист группы Accept
- 26 декабря — Чак Мосли[англ.] (ум. 2017) — американский музыкант, певец и автор песен, вокалист группы Faith No More

### Без точной даты
- Федерико Агостини — итальянский скрипач
- Жак Може — французский тромбонист и музыкальный педагог

## Скончались
- 3 февраля

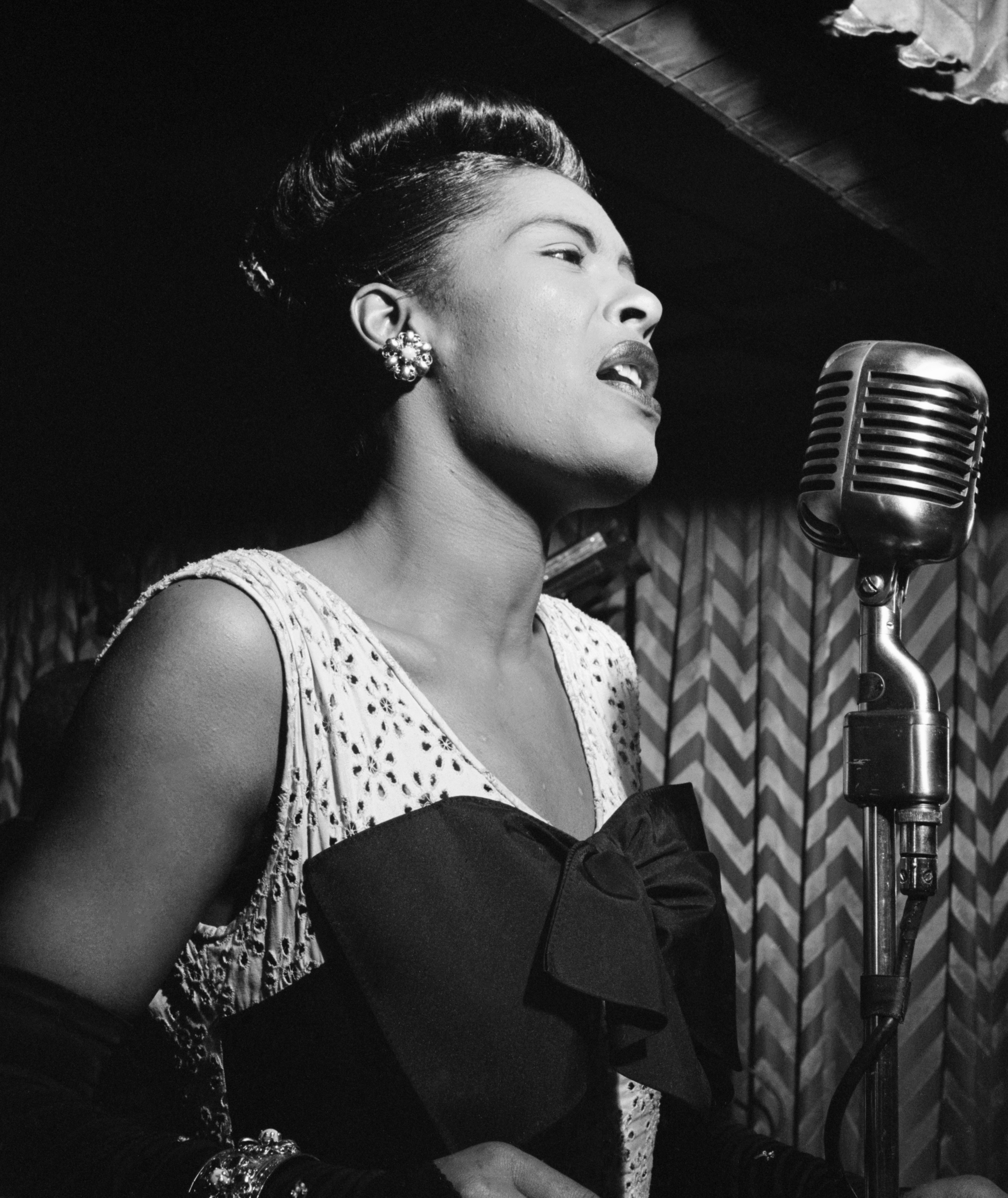
Билли Холидей

  - Биг Боппер (28) — американский радиоведущий, певец, гитарист и автор песен
  - Ричи Валенс (17) — американский певец, композитор и гитарист
  - Бадди Холли (22) — американский певец, гитарист и автор песен
- 6 февраля — Конкордия Антарова (72) — русская и советская оперная и камерная певица (контральто) и музыкальный педагог
- 12 февраля — Джордж Антейл (58) — американский композитор, пианист и изобретатель
- 28 февраля — Мак Гордон (54) — американский автор песен
- 14 марта — Недялка Симеонова (57) — болгарская скрипачка и педагог
- 13 апреля — Эдуард ван Бейнум (58) — нидерландский дирижёр
- 21 июня — Фритьоф Баккер-Грёндаль (73) — норвежский пианист и композитор
- 17 июля — Билли Холидей (44) — американская джазовая певица
- 19 июля — Ликко Амар (67) — немецкий скрипач
- 17 августа — Педро Умберто Альенде (74) — чилийский композитор, скрипач, фольклорист и музыкальный педагог
- 28 августа — Джордж Мейер[англ.] (75) — американский автор песен
- 1 сентября — Джек Норворт[англ.] (80) — американский автор песен, певец и актёр водевилей
- 8 октября — Бернд Альденхофф (51) — немецкий оперный певец (тенор)
- 23 октября — Сергей Агабабов (32) — советский композитор
- 22 ноября — Сэм Льюис[англ.] (74) — американский певец и поэт-песенник